# 沃伊捷赫·莫齐克

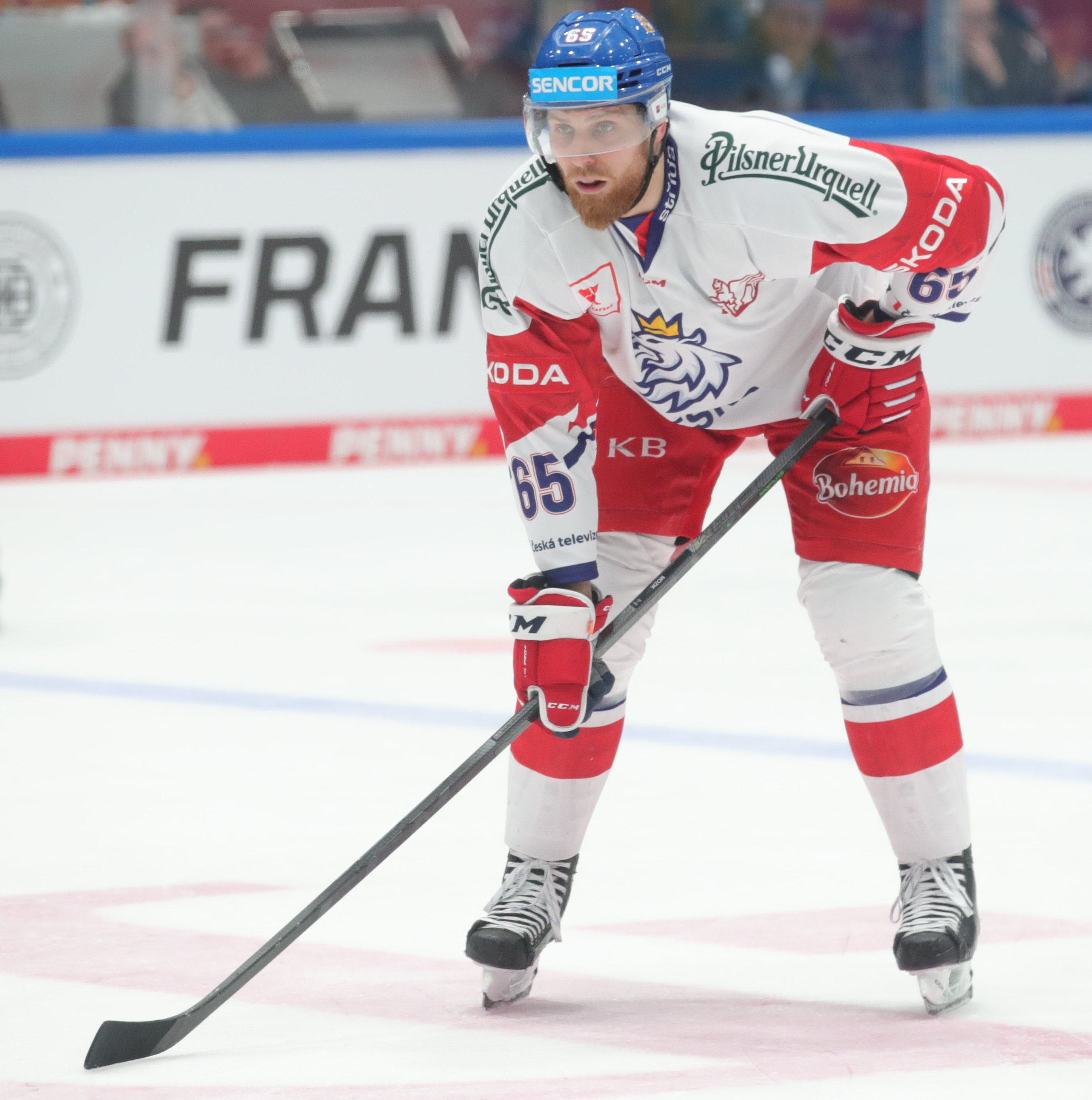
沃伊捷赫·莫齐克, 2023

沃伊捷赫·莫齐克（捷克語：Vojtěch Mozík，1992年12月26日—），捷克男子冰球运动员。他曾代表捷克参加2018年和2022年冬季奥林匹克运动会冰球比赛，分别获得第四名和第九名。